# La Ville-du-Bois
 La Ville-du-Bois  (nombre francés que significa La ciudad del bosque y en francés más arcaico La casona del bosque) es una población y comuna francesa, ubicada a veintidós kilómetros al sudoeste de París, en la región de Isla de Francia, departamento de Essonne, en el distrito de Palaiseau y cantón de Montlhéry.
No debe confundirse a esta localidad con el lugar homónimo cercano a la comuna de Sannat.

## Historia
Inicialmente, fue una simple aldea del Nozay, que hasta la revolución francesa —es decir, hasta fines del siglo XVIII— dependía de la casa solariega de Marcoussis. Esta pequeña aldea se formó en la intersección de Bosque Aqualine (o bosque de Yveline) y el bosque Séquigny (o bosque de Sainte Genevieve des Bois), por este motivo se llamó Villa Bosch. Luego, en el cartulario del priorato de Longpont, se anota el nombre de Bosc GuildOne Adegavensus, es decir, el Bosque del señor Guy D'Anjou, bosque que creció en el cruce de carreteras  de la Galia, desde Villejust a Ballainvilliers, Montlhéry  y Marcoussis a través de Nozay. A lo largo de la ruta principal que une Lutetia (nombre antiguo de París) con Orleans.
Sólo en el siglo XIV por un censo en tiempos del rey Carlos VI de Francia, fechado el 30 de septiembre de 1386, aparece el nombre de La Ville du Bois, en la forma siguiente: "feudo en manos de Jean de La Neuville Nozay y La Ville du Bois". El pueblo se llamaba Nozay-Ville du Bois, hasta la revolución francesa. En 1793 fue creada como comuna con el nombre de Ville-du-Bois, se le adjuntó el artículo La en 1801.

## Demografía
| 2052 | 2594 | 3334 | 4067 | 5404 | 5901 |
| Para los censos de 1962 a 1999 la población legal corresponde a la población sin duplicidades (Fuente: INSEE [Consultar]) |      |      |      |      |      |